# Максютов, Сафиулла Тазетдинович
Сафиулла Тазетдинович Максютов (тат. Сафиулла Таҗетдин улы Мәкъсүтов; 1858—?) — мулла, депутат Государственной думы II созыва от Казанской губернии.

## Биография
Родился в семье сельского муллы. По национальности татарин, мусульманин, крестьянин деревни Большие Кульбаши Кукморской волости Казанского уезда Казанской губернии. В 1883 году выпускник медресе «Кюльбуе» в Казани. Отправился в путешествие по Туркестану и в Бухару для совершенствования в знаниях исламского богословия. С 1885 служил указным муллой в селах Большие Айбаши и Кульбаши Казанской губернии. С 1891 стал имам-хатыпом и ахуном. Был известен как  образованный сельский мулла, глубоко осведомлённый как в вопросах мусульманского богословия, так и в современной политике. Состоял в партии «Иттифак аль-Муслимин», стал известен как один из лучших татарских ораторов. Занимался земледелием, имел надел площадью 4 десятины.
6 февраля 1907 года  избран в Государственную думу II созыва от общего состава выборщиков Казанского губернского избирательного собрания. Вошёл в состав Мусульманской фракции. В думских комиссиях не состоял, и в прениях с думской трибуны не участвовал. Публиковал депутатские отчёты о своей работе в Думе и о идеях Мусульманской фракции в газете «Юлдуз» в Казани.
Дальнейшая судьба и дата смерти неизвестны.

### Рекомендуемые источники
- Мусульманские депутаты Государственной думы России, 1906-1917 годы: Сборник документов и материалов. Уфа, 1998. С. 295;
- Усманова Д. М. Мусульманские представители в Российском парламенте, 1906-1917. Казань, 2005.

### Архивы
- Российский государственный исторический архив. Фонд 1278. Опись 1 (2-й созыв). Дело 260; Дело 551. Лист 9.